# Cawker City, Kansas
Cawker City, Kansas (енгл. Cawker City) град је у америчкој савезној држави Канзас.

## Демографија
По попису из 2010. године број становника је 469, што је 52 (-10,0%) становника мање него 2000. године.
| Група             | 2000.       | 2010.       |
| Белци             | 506 (97,1%) | 450 (95,9%) |
| Афроамериканци    | 1 (0,2%)    | 1 (0,2%)    |
| Азијати           | 0 (0,0%)    | 1 (0,2%)    |
| Хиспаноамериканци | 4 (0,8%)    | 10 (2,1%)   |
| Укупно            | 521         | 469         |